# Abel Servien
Abel Servien, marqués de Sablé y de Boisdauphin, conde de Roche-Servien y conde de La Roche des Aubiers (Biviers, 1 de noviembre de 1593-Meudon, 17 de febrero de 1659), fue un diplomático francés que sirvió a Cardenal Mazarino y firmó por los franceses el tratado de paz de Westfalia. Fue uno de los miembros iniciales de la noblesse de robe al servicio del estado francés. Fue miembro de la Academia Francesa, ocupando el asiento número 27, en la primera generación de académicos.